# Gralheira
Gralheira is een plaats (freguesia) in de Portugese gemeente Cinfães en telt 205 inwoners (2001).